# Покровская церковь (Доскино)
Церковь Покрова Пресвятой Богородицы — православная церковь Нижегородской епархии в микрорайоне Доскино Автозаводского района Нижнего Новгорода.
Открыта в 1997 году в здании бывшего кинотеатра «Салют», до этого использовавшегося в качестве склада.
Посёлок Доскино появился в 1930-х годах и это первая открытая в нём церковь.
Церковь освящена в память о разрушенной в 1930-е годы в соседнем посёлке Горбатовка церкви честь Покрова Пресвятой Богородицы.
В приходе действует воскресная школа.
23 мая 2008 года в церковь пришёл крестный ход с чудотворной Владимирской Оранской иконой Божией матери.

## Духовенство
- Настоятель храма - иерей Александр Мигачев[4]

## Настоятели
- Иерей Владимир (Корчагин) — до 31 марта 2004 года[5]. Далее — настоятель Церкви Николая Чудотворца Дальнеконстантиновского района[5].
- Иерей Владимир (Кокоев) — с 31 марта 2004 года[6]. Ранее — настоятель Церкви Николая Чудотворца Дальнеконстантиновского района[6].
- Иерей Сергий (Радаев) — с 10 августа 2005 года[7] по 10 апреля 2006 года[8]. Ранее — настоятель Смоленской и Владимирской церквей[7].
- Иерей Николай (Алясов) — с 10 апреля 2006 года[9] до 12 сентября 2007 года[10]. 7 января 2007 года награждён правом ношения камилавки[11]. Далее — настоятель церкви в честь Пресвятой Живоначальной Троицы города Заволжье[10].
- Протоиерей Олег (Бугров) — с 17 сентября 2007 года[12].